# Гийан
Гийа́н, или Киа́н, или Гиа́н, или Кайа́н (перс. گيان‎) — небольшой город на западе Ирана, в провинции Хамадан. Входит в состав шахрестана  Нехавенд.
На 2006 год население составляло 8 062 человека.

## География
Город находится в южной части Хамадана, в горной местности, на высоте 1 563 метров над уровнем моря.
Гийан расположен на расстоянии приблизительно 70 километров к юго-западу от Хамадана, административного центра провинции и на расстоянии 320 километров к юго-западу от Тегерана, столицы страны.